# 斯威士蘭伊斯蘭教
穆斯林，佔斯威士蘭人口10%，大概1000000人，多數屬伊斯蘭教遜尼派。
伊斯蘭教是在斯威士蘭還是大英帝國殖民地時傳入，多數穆斯林是南非移民，也有阿赫迈底亚信徒，大約有250人。